# 波戈諾沃湖
51°26′24″N 39°05′27″E / 51.4399918°N 39.0909004°E
波戈諾沃湖（俄语：Погоново），是俄羅斯的湖泊，位於該國西北部，由沃洛格達州負責管轄，長3.8公里、寬0.5公里，面積1.15平方公里，海拔高度87.7米，最大水深11米。